# 山本幸彦
山本 幸彦（やまもと ゆきひこ、天保15年11月27日（1845年1月5日） - 大正2年（1913年）5月23日）は、明治時代の教育者・政治家。土佐藩出身。勲四等を授与された。

## 経歴
高知にて西山嘉造の4男に生まれて、後に山本幸の養子となって山本姓を名乗った。幼少より漢学・英語を学び、廃藩置県後に高知県職員、後に学務課長心得となる。後に板垣退助に呼応して立志社に参加、官を辞めて自由民権運動の活動家となり後に自由党に参加した。明治10年（1877年）に戸長に公選され、3年後には高知中学校校長心得に就任、以後高知師範学校校長・高知県女子師範学校校長を歴任した。
後に保安条例適用を受けて、東京石川島に収監されるが、大日本帝国憲法公布による大赦で釈放される。以後も自由党幹部として活動するが、議員としては明治31年（1898年）に衆議院議員に初めて当選した（以後当選3回）。明治33年（1900年）の立憲政友会創設に際しては、設立準備委員会の委員長を務めている。大正2年（1913年）5月23日歿。行年70歳。墓所は青山霊園1-ロ21-1。

## 家族
- 義父 山本幸…明治6年（1873年）3月4日歿。行年80歳。
- 義母 山本亀…明治3年（1870年）7月5日歿。行年59歳。
- 妻 山本三喜…昭和9年（1934年）12月22日歿。行年82歳。
- 子 山本幸枝…昭和31年（1956年）5月1日歿。